# نوگاتا، فوکوئوکا
نوگاتا در استان فوکوئوکا در کشور ژاپن واقع شده‌است  که دارای جمعیت ۵۷٬۳۱۹ نفر و مساحت ۶۱٫۷۸ کیلومتر مربع با تراکم جمعیت ۹۲۸  نفر در کیلومترمربع است و در تاریخ ۱ ژانویه ۱۹۳۱ به عنوان شهر شناخته شد.